# Afrevania leroyi
Afrevania leroyi är en stekelart som beskrevs av Pierre L. G. Benoit 1953. Afrevania leroyi ingår i släktet Afrevania och familjen hungersteklar. Inga underarter finns listade i Catalogue of Life.